# Toby Kiers
Toby Kiers (New York, 1976) is een Amerikaans evolutiebioloog en hoogleraar Mutualistic Interactions aan de Vrije Universiteit Amsterdam (VU). Haar onderzoek richt zich op de symbiotische samenwerking tussen schimmels en planten. In 2023 werd ze onderscheiden met de Spinozapremie  en was zij de jongste wetenschapper die de premie tot dan toe mocht ontvangen.

## Biografie
Kiers ontving in 1999 haar B.A in de biologie bij Bowdoin College. Eerder, in 1997, was ze als student werkzaam bij het Smithsonian Tropical Research Institute. In 2005 rondde ze haar PhD bij Universiteit van Californië in Davis af met een proefschrift getiteld: "Evolution of cooperation in the legume-rhizobium symbiosis, over de evolutie van de symbiose tussen schimmels en peulvruchten. Nog datzelfde jaar, 2005, werkte Kiers met een NWO bezoekersbeurs voor het eerst aan een Nederlands onderzoeksproject en het jaar erop vervolgde ze haar onderzoek met een NWO Veni-beurs.
In 2007 keerde ze terug naar de Verenigde Staten waar ze een aanstelling kreeg als adjunct-hoogleraar aan de Universiteit van Massachusetts. In 2020 werd ze benoemd tot hoogleraar aan de Vrije Universiteit.

## Werk en carrière
Kiers is vooral bekend van haar werk op het gebied van mycorrhiza, de symbiotische samenlevingsvorm tussen bodemschimmels en planten dan met name de uitwisseling van voedingsstoffen. Ze nam waar dat schimmels in de grond zich gedragen als handelsagenten door meer fosfor te leveren aan planten in ruil voor meer suikers. Op basis van deze hypothese raakte Kiers geïnteresseerd in het ontwikkelen van schimmels die zich  "altrustisch" te gedragen in hun omgeving om een effectieve plantengroei te bevorderen en de behoefte voor kunstmest te verminderen.
Kiers neemt actief deel aan wetenschappelijk outreach-evenementen en lezingen. In 2019 hield ze een TED-talk over haar werk getiteld: "Lessons from fungi on markets and economics". Ook heeft ze samengewerkt met kunstenaars. Ze hielp bij het maken van een kunstinstallatie met Isaac Monte en werkte samen met ontwerper Niels Hoebers om een korte animatiefilm te maken als visueel hulpmiddel voor haar onderzoekspresentaties.
In 2021 was Kiers medeoprichter van de non-profitorganisatie "Society for the Protection of Underground Networks" (SPUN), die zich inzet om het publiek te informeren over mycorrhiza-netwerken, het beschermen van biodiversiteit en het bevorderen van verder onderzoek.
- ORCID: 0000-0002-0597-1653
- ResearcherID: H-4819-2017